# 諾丁漢 (新罕布什爾州)
諾丁漢（英語：Nottingham）是一個位於美國新罕布什爾州羅京安縣的鎮。

## 人口
根據2020年美國人口普查的數據，諾丁漢的面積為125.40平方千米，當中陸地面積為120.40平方千米，而水域面積為5.00平方千米。當地共有人口5229人，而人口密度為每平方千米42人。